# Arina
Arina ist ein weiblicher Vorname.

## Herkunft und Bedeutung
Arina ist eine Form von Adriana oder eine weibliche Form von Arne.
Der Name ist auch im russischen Sprachraum verbreitet; die Verbreitung dort geht auf den Schriftsteller Alexander Sergejewitsch Puschkin zurück, der sein Kindermädchen so nannte.

## Varianten
- Aryna

## Namenstag
Namenstage sind der 8. Februar, 19. Juli und 4. Oktober.

## Bekannte Namensträgerinnen
- Arina Avram (* 1961), rumänische Schriftstellerin und Journalistin
- Arina Walerjewna Martynowa (* 1990), russische Eiskunstläuferin
- Arina Iwanowna Rodionowa (* 1989), russische Tennisspielerin
- Arina Tanemura (* 1978), japanische Manga-Zeichnerin
- Arina Andrejewna Uschakowa (* 1989), russische Eiskunstläuferin